# Ulaka (gmina Bloke)
Ulaka – wieś w Słowenii, w gminie Bloke. W 2018 roku liczyła 40 mieszkańców.